# بورگو سان مارتینو
بورگو سان مارتینو (به ایتالیایی: Borgo San Martino) یک کومونه در ایتالیا است که در استان آلساندریا واقع شده‌است.

## خصوصیات
بورگو سان مارتینو ۹٫۸ کیلومترمربع مساحت و ۱٬۳۷۹ نفر جمعیت دارد و ۱۰۷ متر بالاتر از سطح دریا واقع شده‌است.